# Pinkberry
Pinkberry es una franquicia de restaurantes de postres helados con sede en Scottsdale, Arizona. Actualmente hay más de 260 tiendas en 20 países. La primera tienda fue abierta en enero de 2005 por Hye Kyung (Shelly) Hwang y Young Lee. El restaurante permite a los clientes personalizar su yogur con una variedad de aderezos.

## Historia

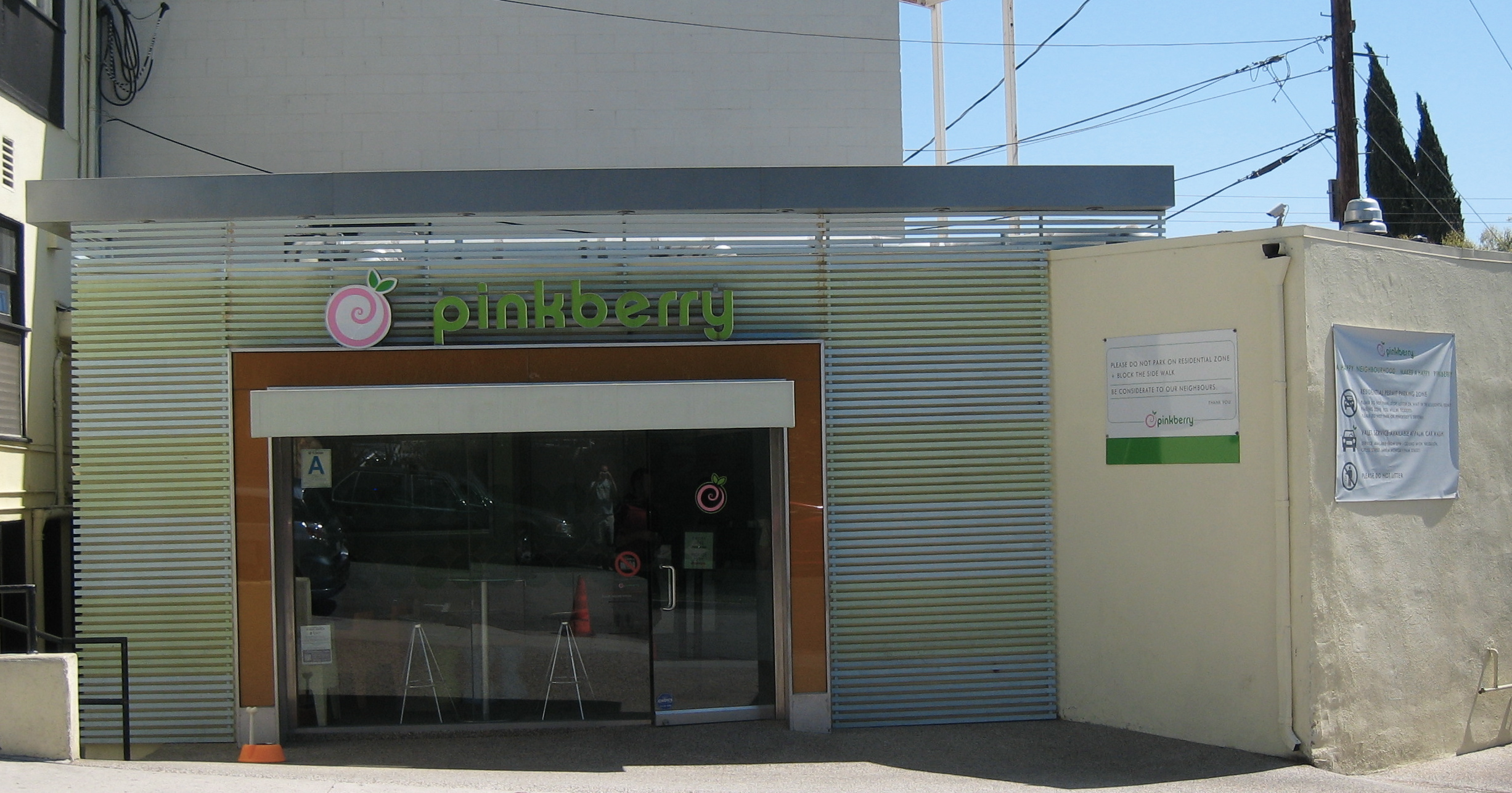
El primer restaurante Pinkberry en Huntley Drive cerca a Santa Monica Boulevard en West Hollywood, California.

La primera empresa comercial de Hwang fue abrir una casa de té inglesa formal en una pequeña calle residencial llamada Huntley Drive en West Hollywood, California. Sin embargo, después de que la ciudad se negó a aprobar un permiso de alcohol para Hwang y su socio comercial, el arquitecto Young Lee, decidieron seguir con su segundo plan, que era un concepto de yogur helado que revivió la moda de los años 1980. Pronto la gente cruzaba la ciudad conduciendo y hacía cola durante 20 o 30 minutos para probar "el sabor que generó 1.000 multas de estacionamiento". La segunda tienda abrió en agosto de 2006 y la tercera en las avenidas La Brea y Melrose a principios de septiembre de 2006.
El 16 de octubre de 2007, la empresa recibió una inversión de 27,5 millones de dólares de Maveron, el fondo de riesgo fundado por el fundador de Starbucks, Howard Schultz, para expandir el concepto de la empresa a nivel nacional.
El 1 de mayo de 2009, Pinkberry anunció sus planes de expandir su mercado tanto a nivel internacional como nacional, después de recibir 9 millones de dólares en financiación de segunda ronda de inversores. Como parte de sus planes, Pinkberry se ha asociado con el conglomerado minorista kuwaití M.H. Alshaya Co. para abrir tiendas en varios países de Medio Oriente y firmó con HMSHost para abrir ubicaciones en aeropuertos de todo el país, la primera de las cuales abrirá a finales del verano de 2009. En 2010, la empresa se expandió al sur de Estados Unidos. En abril de 2010, la tienda Pinkberry original en West Hollywood, que aún carecía de estacionamiento adecuado, fue cerrada y convertida en un edificio administrativo de la cadena.
Después de malas ventas y varios cierres de tiendas debido a una expansión excesiva, en 2015 Kahala Brands adquirió Pinkberry como su marca número 18. No hay información sobre cuánto recibieron los cofundadores Hwang y Lee al vender Pinkberry a Kahala Brands en diciembre de 2015. Actualmente, Shelly Hwang es la directora de productos y directora de la junta directiva de Pinkberry.

## Marca y ubicación
La marca Pinkberry ha sido diseñada y gestionada por la firma de marca Ferroconcrete, con sede en Los Ángeles. Pinkberry ha aparecido en un episodio de Curb Your Enthusiasm de HBO (temporada 8, episodio 5, 'Vow of Silence') y en un episodio de "And Just Like That" de 2021 (temporada 1, episodio 3, 'When in Rome'). . Mencionado en la caricatura de Comedy Central Ugly Americans (temporada 2, episodio 9, 'Lilly and the Beast'), mencionado en dos episodios de la comedia animada de TBS American Dad (temporada 6, episodio 17, 'Home Wrecker' y temporada 11, episodio 2, 'The Life Aquatic with Steve Smith'), y en algunas escenas de la película de 2014 Still Alice. Pinkberry apareció en el musical de Broadway Be More Chill y se menciona en la novela 9 de noviembre de Colleen Hoover y en la película de 2014 Horrible Bosses 2.

## Controversias
Originalmente comercializado como yogur helado, Pinkberry ha enfrentado quejas de que su producto es fraudulento porque no cumple con la definición de yogur helado del Departamento de Alimentación y Agricultura de California porque no contiene la cantidad necesaria de cultivos bacterianos por onza. Los Angeles Times envió muestras del producto de Pinkberry a un laboratorio y reveló que Pinkberry contenía cultivos de yogur activos, pero no contiene la cantidad mínima de cultivo para llamarse yogur helado, según la ley del estado de California. Según Los Angeles Times, el producto de Pinkberry tenía 69.000 cultivos bacterianos por gramo, en comparación con los 200.000 de Baskin-Robbins. La Asociación Nacional de Yogur (NYA) estableció sus propios criterios para el yogur de cultivo vivo y activo. Para que los fabricantes lleven su sello de Cultivo Vivo y Activo, los productos de yogur refrigerados deben contener al menos 100 millones de cultivos por gramo en el momento de la fabricación, y los productos de yogur congelado deben contener 10 millones de cultivos por gramo en el momento de la fabricación. Este nivel se basó en una encuesta de científicos investigadores líderes involucrados en estudios clínicos de los atributos de salud asociados con el yogur de cultivo vivo y activo.
Pinkberry parece haber modificado su receta de postre y ahora se ha ganado el derecho de llamar a su producto yogur real. Pinkberry recibió oficialmente el Sello de Culturas Vivas y Activas de la Asociación Nacional del Yogurt el 17 de abril de 2008, casi 3 años después de que se presentara la demanda inicial por "yogur real".
El jingle de Pinkberry que se escucha en su sitio web está cantado por el músico de los años 80 Tigra, de L'Trimm. Al parecer, en respuesta a la reciente demanda contra Pinkberry alegando que su producto no es "yogur real", durante un tiempo Pinkberry había eliminado todas las letras de este jingle de su sitio web excepto la palabra "Pinkberry", que se repite una y otra vez al final del coro (antes de este cambio, el jingle tenía una letra que caracterizaba el producto de Pinkberry como "yogur" y comparaba su producto como mejor que el helado).
Se han eliminado los beneficios para la salud no probados atribuidos al yogur que anteriormente se publicaban en las paredes de Pinkberry (por ejemplo, cura el cáncer de colon, combate las infecciones por hongos).